# Linda Azedin
Linda Azedin (11 de abril de 1983) es una deportista argelina que compitió en taekwondo. Ganó dos medallas en los Juegos Panafricanos en los años 2011 y 2015, y dos medallas en el Campeonato Africano de Taekwondo en los años 2010 y 2016.

## Palmarés internacional
| Juegos Panafricanos | Juegos Panafricanos               | Juegos Panafricanos | Juegos Panafricanos |
| Año                 | Lugar                             | Medalla             | Categoría           |
| ------------------- | --------------------------------- | ------------------- | ------------------- |
| 2011                | Maputo (Mozambique)               | Medalla de plata    | +73 kg              |
| 2015                | Brazzaville (República del Congo) | Medalla de bronce   | +73 kg              |
| Campeonato Africano |                                   |                     |                     |
| Año                 | Lugar                             | Medalla             | Categoría           |
| 2010                | Trípoli (Libia)                   | Medalla de plata    | +73 kg              |
| 2016                | Puerto Saíd (Egipto)              | Medalla de bronce   | –73 kg              |